# Bahya ben Asher
Bahya ben Asher ibn Halawa também Behai ben Asher ben Halawa (Rabbeinu Behaye; em hebraico: רבינו בחיי), um rabino, pesquisador do judaísmo e comentarista do Tanakh; reconhecido por ter introduzido a Cabalá no estudo da Torá, nascido em meados do século XIII em Saragoça; morreu em 1340.

## Panorama geral

### Vida
Um discípulo de Salomão ibn Adret, Baḥya não dedicou sua atenção à ciência talmúdica, como seu professor, mas à exegese da Torá, tomando como modelo Nahmanides, professor de Rashba (רשב״א), que foi o primeiro a usar da Cabalá como um meio de interpretar a palavra da Torá. Ele cumpriu com zelo e seriedade os deveres de um darshan (Pregador) em Zaragoza, compartilhando essa posição com vários outros, por causa disso, recebendo apenas um pequeno salário, o que era insuficiente para sustentar a ele e a sua família, mas, nem sua luta pelo pão de cada dia, nem os reveses que ele sofreu (aos quais ele se referiu na introdução ao seu comentário sobre a Torá) diminuíram seu interesse pelos estudos religiosos em geral, na exegese da Torá em particular.

### Escritos

#### Comentário sobre a Torá
Bahya um dos mais ilustres exegetas da Torá na Espanha, no seu comentário para a Torá (como preparação se dedicou a examinar minuciosamente os escritos das gerações anteriores de exegetas da Torá) usou todos os métodos empregados por eles em sua interpretação, foi o primeiro a construir o seu comentário da Torá sobre os quatro princípios denotados pelas cartas PaRDeS (conforme sua opinião, "indispensáveis na exegese da Torá"), seu método:
1. Peshat ou texto simples; defendida por Rashi e Ḥananel ben Ḥushiel,[3] a quem Baḥya reconhece como autoridades, e cujas obras ele emprega diligentemente.
2. Midrash ou exegese aggadista; concedeu um espaço considerável em seu comentário; mal havendo um trabalho aggadista que não tenha sido empregado por ele. No entanto, ele geralmente se limita a uma citação literal sem mais exposição.
3. Razão, ou exegese filosófica, cujo objetivo é demonstrar que as verdades filosóficas já estão incorporadas nas Escrituras Sagradas, as quais, como obra de Deus, transcendem toda a sabedoria do homem. Ele, portanto, reconhece os resultados do pensamento filosófico apenas na medida em que eles não entrem em conflito com as Escrituras e a tradição.
4. Cabalá, denominado por ele o caminho da luz, que a alma que busca a verdade deve viajar. É por meio desse método, Baḥya acredita, que os profundos mistérios ocultos na palavra da Torá podem ser reveladas, e muitas passagens obscuras são elucidadas.

O comentário de Baḥya deriva um charme particular de sua forma. Cada parashá, ou porcão semanal, é precedida por uma introdução preparando o leitor para as ideias fundamentais a serem discutidas; e esta introdução tem um lema na forma de algum verso selecionado dos Mishlê. Além disso, pelas questões que são frequentemente levantadas, o leitor é obrigado a participar nos processos mentais do autor; o perigo da monotonia sendo também removido.
O comentário foi impresso pela primeira vez em Nápoles; e o favor de que goza é atestado pelos numerosos super comentários publicados nele. Devido ao grande espaço dedicado à Cabalá, a obra foi particularmente valiosa para os cabalistas, embora Baḥya também tenha se valido de fontes não-judaicas. Edições posteriores do comentário apareceram em Pésaro. Não menos do que dez super comentários são enumerados por Bernstein, que fornecem mais evidências da popularidade do trabalho.

#### Outras obras
O outro grande trabalho de Baḥya, o Kad ha-Ḳemaḥ (Jarro de Farinha), chamado por David Gans Sefer ha-Derashot (Livro dos Discursos), consiste de sessenta capítulos, organizados alfabeticamente, contendo discursos e dissertações sobre todos os requisitos. de religião e moralidade, bem como sobre as principais ordenanças cerimoniais. Sua finalidade é preservar e promover a vida religiosa e moral. Em linguagem clara e simples, e com grande minúcia de detalhes, o autor discute os seguintes temas: crença e fé em Deus; os atributos divinos e a natureza da Providência; o dever de amar a Deus e de andar diante dele com simplicidade e humildade de coração; o temor de Deus; oração e a casa de Deus; benevolência e amor da humanidade; Paz; a administração da justiça e a santidade do juramento; o dever de respeitar a propriedade e a honra do próximo; o alto valor dos dias consagrados a Deus e das ordenanças cerimoniais. Todo o trabalho distingue-se por uma piedade fervorosa, aliada a uma mente aberta que não pode deixar de atrair o coração do leitor. Coloca especial ênfase no dever de justiça para com o irmão não-judeu. Numerosas passagens são emprestadas de seus próprios comentários e das obras de Abraham ben Ḥiyyah e de Moisés ben Naḥman. Enquanto o comentário sobre a Torá foi escrito para o cientificamente educado, o Kad ha-Ḳemaḥ foi destinado a um círculo mais amplo de leitores. Das muitas edições que apareceram, a primeira é a de Constantinopla.
Uma terceira obra de Baḥya, também publicada com frequência, e na primeira edição de Mântua de 1514 erroneamente atribuída a Moisés ben Naḥman, traz o título de "Shulḥan Arba" (Tabela de Quatro [Refeições]). É composto por quatro capítulos, os três primeiros contêm regras religiosas de conduta sobre as várias refeições, enquanto o quarto capítulo trata do banquete dos justos no mundo por vir.
Um quarto trabalho de Baḥya, editado por M. Homburg sob o título de Soba 'Semaḥot (Plenitude da Alegria), como sendo um comentário sobre Jó, é, de acordo com B. Bernstein, nada além de uma compilação das duas últimas obras mencionadas de Baḥya.
Uma quinta obra escrita por Baḥya sob o título de henoshen ha-Mishpaṭ (Peitoral do Julgamento), à qual uma referência é feita em seu comentário como um livro no qual ele discorreu mais extensamente sobre a natureza e os graus da profecia, foi perdido. Outra obra cabalística e exegética de Baḥya sob o título Sefer ha-Emuna weha-Biṭṭaḥon (Livro sobre Crença e Confiança), editada primeiro em uma coleção, Arze Lebanon, Veneza, 1601, apenas o primeiro capítulo justifica enquanto os seguintes vinte e cinco capítulos tratam do nome de Deus, a oração, as bênçãos às refeições, os Patriarcas e as Doze Tribos, também foram erroneamente atribuídos pelos copistas a Nahmanides, mas foi mostrado por Reifmann, Bernstein (lc 34) para ter todas as características do método e estilo de Baḥya, e parece ser mais antigo do que o seu comentário. As obras de Baḥya possuem um valor especial tanto para o estudante de literatura judaica, devido às copiosas e extensas citações do autor de obras midrashicas e exegéticas que foram perdidas, quanto para o estudante de línguas modernas devido ao uso frequente de palavras do vernáculo; árabe, espanhol e francês, na explicação de termos bíblicos. Eles também contêm material interessante para o estudo da vida social, bem como para a história da cabala, a demonologia e escatologia dos judeus na Espanha, como Bernstein em seu artigo instrutivo (l.c.) mostrou.

## Biografia
- Steinschneider, Cat. Bodl. pp. 777–780;
- Winter and Wünsche, Die Jüdische Literatur, ii. 21, 433-434;
- B. Bernstein, in Magazin für die Wissenschaft des Judenthums, xviii.(1891), pp. 27–47, 85-115, 165-196.